# サンコーインダストリー
サンコーインダストリー株式会社は、大阪市西区に本社を置く、主にねじを取り扱う専門商社である。

## 沿革
- 1946年（昭和21年）4月 - 創業（大阪市北区末広町）
- 1948年（昭和23年）3月 - 三興鋲螺株式会社として設立
- 1970年（昭和45年）3月 - 現本社所在地（大阪市西区立売堀）に本社社屋竣工
- 1989年（平成元年）5月 - 東大阪営業所・物流センターを開設
- 1996年（平成8年）1月 - サンコーインダストリー株式会社に商号変更
- 2012年（平成24年）1月 - 本社新館竣工

## 事業所
- 本社 - 〒550-0012 大阪市西区立売堀1丁目9番28号
- 東京支社 - 〒130-0022 〒104-0053東京都中央区晴海4丁目7番4号
- 北支店 - 〒530-0053 大阪市北区末広町3番5号
- 東大阪営業所・東大阪物流センター・東大阪包装センター - 〒578-0965 東大阪市本庄西1丁目5番13号

## その他
- Osaka Metro四つ橋線に車内広告放送を出しており、本町駅到着前に「ネジと工具のサンコーインダストリーへお越しの方は次でお降りください」とアナウンスされる。
- 総務部勤務の90歳女性の正社員が2020年12月28日に「最高齢総務部員（oldest office manager）」としてギネス世界記録に認定された[2][3][4][5][6]。
- 2022年5月に「92歳総務課長の教え」を出版